# 표목
표목(標目, heading)은 목록 기입시에 제일 상단에 있는 말이나 기호를 가리킨다.
올림말이라고도 한다. 카드목록에서는 그 최상단에 기재된 말로서 기입의 배열위치를 결정하며, 검색어로서 검색의 수단이 된다. 표목이 될 수 있는 것은 저자명, 서명, 주제명, 분류기호이다. 서지기술단위카드를 작성하는 경우에는 목록카드의 표목기재 위치에 저자명이나 서명 등 표목을 기재하고, 기본기입방식에서 기본기입 상단에 적절한 표목을 기재한다. 이것을 편성표목(filing medium)이라고 한다.